# Cabo Sacratif
El cabo Sacratif es un cabo español perteneciente a los términos municipales de Motril y Torrenueva Costa situado en la costa mediterránea de la provincia de Granada. Se trata del punto más meridional de toda la provincia granadina, en el que se localizan los núcleos de Castell de Ferro, Carchuna, Calahonda, Puntalón, La Perla y La Chucha.
El interior del cabo es un pequeño macizo rocoso que se levanta a unos 100 m s. n. m.. Está ocupado por un matorral de tendencia árida influido por los vientos marinos. Además de plantas corrientes en el Mediterráneo como el palmito o el romero, aparecen otras más raras como la Anabasis articulata, la Lotononis lupinifolia o la Frankenia corymbosa. También hay elementos seriales como tomillo, cantueso o esparto.
En el litoral del cabo Sacratif destaca el peñón de Jolúcar, la punta de Carchuna, la ensenada de Zacatín, la punta del Melonar y la cala de Cambriles.

## Playas
Las playas del cabo Sacratif, de levante a poniente, son:

### Municipio de Gualchos
- Playa de Cambriles
- Playa del Sotillo
- Playa de La Rijana

### Municipio de Motril
- Playa de Calahonda
- Playa de Carchuna
- Playa de La Chucha
- Playa de las Azucenas